# أطلس ويرك
أطلس ويرك هي شركة بناء سفن ألمانية تقع في بريمن. تأسست عام 1911.
أثناء الحرب العالمية الأولى، بنت الغواصة الألمانية فئة يو151 فقط للبحرية الإمبراطورية الألمانية.